# Liste der historischen Kirchen in Ostfriesland
Die Liste der historischen Kirchen in Ostfriesland umfasst christliche Kirchengebäude in Ostfriesland, also den Landkreisen Aurich, Leer und Wittmund sowie der kreisfreien Stadt Emden.
Sämtliche bis zum Jahr 1933 errichteten und noch erhaltenen Kirchen in der mehr als 3100 Quadratkilometer großen Region werden hier aufgenommen. Während der Zeit des Nationalsozialismus entstanden keine neuen Kirchenbauten in Ostfriesland (mit Ausnahme zweier Neubauten freikirchlicher Gemeinden in Firrel und Bagband). Darüber hinaus sind zwei nach dem Zweiten Weltkrieg entstandene Sakralbauten aufgenommen, da sie eine besondere historische beziehungsweise kirchliche Bedeutung erlangt haben (dies ist unter Bemerkungen aufgeführt). Bei einer größeren Zahl von Kirchen handelt es sich um Nachfolgebauten für ältere, vorher zumeist am selben Platz stehende Kirchen. Einige Kirchengebäude sind bereits in früheren Jahrhunderten bei Kriegen, Fehden oder Unglücken zerstört worden, im 20. Jahrhundert auch fast alle Synagogen. Das letzte erhaltene Gebäude dieser Art in Dornum, noch 1938 profaniert, dient heute als Museum. Außerdem wurden in der im Zweiten Weltkrieg stark zerstörten Stadt Emden mehrere Kirchengebäude niedergebombt.
Die Region ist ein überwiegend evangelisch geprägter Landstrich. Während in den westlichen Teilen der Region (Krummhörn, Emden, Rheiderland, Moormerland und Leer) das reformierte Bekenntnis vorherrscht oder zumindest sehr stark vertreten ist, wird der größte Teil Ostfrieslands vom lutherischen Bekenntnis geprägt. Daneben gibt es fünf altreformierte Gemeinden im Westen der Region sowie eine Vielzahl von weiteren freikirchlichen Gemeinden, darunter Baptisten und Mennoniten. Nach der Reformation spielte der Katholizismus lange Zeit keine Rolle in Ostfriesland; die erste katholische Kirche in der Region wurde nach Zuwanderung von Katholiken erst wieder 1776 errichtet. Einen nennenswerten Zulauf erhielten die Katholiken erst durch die Ansiedlung von Vertriebenen aus den Ostgebieten des Deutschen Reiches nach dem Zweiten Weltkrieg.
Kirchen sind in Ostfriesland typischerweise Backsteinbauten. In Küstennähe wurde häufiger auch importierter Tuff verwendet (Arle, Nesse, Stedesdorf), darüber hinaus gibt es eine kleine Anzahl Granitquaderkirchen (Asel, Marx, Middels, Remels). Die erste Hochphase des (Stein-)Kirchenbaus als Nachfolger für ältere Kirchen, die zumeist aus Holz bestanden, ist auf das 12. bis 15. Jahrhundert zu datieren. In Ostfriesland gibt es eine große Zahl romanischer und gotischer Kirchen (ca. 100). Bemerkenswert an der Kirchenlandschaft ist darüber hinaus die große Zahl historischer Orgeln, die die Orgellandschaft Ostfriesland weithin bekannt gemacht haben.
Auch finden sich in den Kirchtürmen der ostfriesischen Kirchen sehr viele historisch bedeutsame Glocken, von denen eine Vielzahl aus dem 12.–15. Jahrhundert stammen.
Insbesondere in der Marsch erlaubte der mit Landwirtschaft und Handel erworbene Reichtum der Einwohner den Bau einer großen Zahl von Kirchen. So finden sich in den Gemeinden Krummhörn (19 Dörfer) und Jemgum (elf Dörfer) in jedem Dorf eigene Kirchen – auch in den kleinsten mit wenigen Dutzend Einwohnern.

## Kirchen
| Ortschaft            | Name                                 | Bild | (Samt-)Gemeinde bzw. Stadt | Errichtung                             | Konfession  | Bemerkungen |
| -------------------- | ------------------------------------ | ---- | -------------------------- | -------------------------------------- | ----------- | --- |
| Amdorf               | Amdorfer Kirche                      |      | Jümme                      | 1769                                   | ev.-luth.   | Ersatz für einen romanischen Vorgängerbau, aus dem Kanzel und Altarbild (17. Jahrhundert) übernommen wurden; Orgel von Heinrich Wilhelm Eckmann (1773); Glockenturm von 1870 |
| Ardorf               | Ardorfer Kirche                      |      | Wittmund                   | erste Hälfte des 13. Jahrhunderts      | ev.-luth.   | zum Teil aus Granitquadern; Taufstein aus dem 13. Jahrhundert, Kanzel aus der Norder Ludgeri-Kirche; Glockenturm von 1807 |
| Arle                 | Bonifatius-Kirche                    |      | Großheide                  | um 1200                                | ev.-luth.   | aus Tuffstein, Fundamente aus Granitquadern; Taufstein aus dem 13. Jahrhundert; 1778 Entfernung der Gewölbe zugunsten einer flachen Decke; Orgel von Hinrich Just Müller und Johann Gottfried Rohlfs (1799) |
| Asel                 | St.-Dionysius-Kirche                 |      | Wittmund                   | um 1200                                | ev.-luth.   | aus Granitquadern; 1661 Wiedererrichtung des Glockenturms; 1825 Verkleinerung der Kirche auf 22 Meter Länge und 11 Meter Breite |
| Aurich               | Lambertikirche                       |      | Aurich                     | 1833–1835                              | ev.-luth.   | klassizistischer Nachfolgebau für mittelalterliche Vorgängerkirche, erbaut nach Plänen von Conrad Bernhard Meyer, beherbergt den 1510–1515 geschaffenen Altar des früheren Klosters Ihlow, Orgel von Jürgen Ahrend (1960/61) |
| Aurich               | St.-Ludgerus-Kirche                  |      | Aurich                     | 1849                                   | kath.       | neuromanische Backsteinkirche mit integriertem Glockenturm |
| Aurich               | Reformierte Kirche                   |      | Aurich                     | 1812–1814                              | ev.-ref.    | erbaut nach Plänen von Conrad Bernhard Meyer |
| Aurich-Oldendorf     | St.-Petri-Kirche                     |      | Großefehn                  | 1270–1280                              | ev.-luth.   | Taufstein aus dem 13. Jahrhundert, Kanzel von 1698 |
| Backemoor            | St. Laurentius und St. Vincenz       |      | Rhauderfehn                | 13. Jahrhundert                        | ev.-luth.   | Turm aus dem 15. Jahrhundert; Orgel von Johann Friedrich Wenthin (1783) |
| Bagband              | Bagbander Kirche                     |      | Großefehn                  | um 1250                                | ev.-luth.   | Turm von 1895, Kanzel von 1654, Taufstein aus dem 13. Jahrhundert, Orgel von Heinrich Wilhelm Eckmann aus den Jahren 1774–1775 |
| Baltrum              | Alte Inselkirche                     |      | Baltrum                    | 1826                                   | ev.-luth.   | Nutzung nur noch für Kasualien und kulturelle Veranstaltungen |
| Baltrum              | Inselkirche Baltrum                  |      | Baltrum                    | 1929/1930                              | ev.-luth.   | spätere Anbauten; Nachfolgegebäude der Alten Inselkirche |
| Bangstede            | Bangsteder Kirche                    |      | Ihlow                      | Ende des 13. Jahrhunderts              | ev.-luth.   | Orgel von Johann Gottfried Rohlfs (1794–1795) |
| Bargebur             | Bargeburer Kirche                    |      | Norden                     | 1684                                   | ev.-ref.    | erbaut gegen den massiven Widerstand Norder Lutheraner, geschützt durch brandenburgische Truppen |
| Bedekaspel           | Bedekaspeler Kirche                  |      | Südbrookmerland            | 1728                                   | ev.-ref.    | Kanzel von 1653 vermutlich aus Vorgängerbau |
| Berdum               | Maria-Magdalena                      |      | Wittmund                   | 1801                                   | ev.-luth.   | Ersatz für einen Vorgängerbau, aus der vermutlich auch die beiden Schnitzfiguren stammen (um 1650, von Jacob Kröpelin?) |
| Berumerfehn          | Berumerfehner Kirche                 |      | Großheide                  | 1895                                   | ev.-luth.   | Erbaut für die Moorkolonisten der neuen Fehnkolonie; einheitliche holzsichtige Inneneinrichtung |
| Bingum               | Matthäikirche                        |      | Leer                       | Anfang des 13. Jahrhunderts            | ev.-luth.   | Taufstein aus dem 14. Jahrhundert, Kanzel von 1691 |
| Blersum              | Blersumer Kirche                     |      | Wittmund                   | 1250/1270                              | ev.-luth.   | unterer Bereich aus Granitquadersteinen, oben Backsteine; Taufstein aus 12. Jahrhundert, Kanzel von 1649 |
| Blomberg             | Blomberger Kirche                    |      | Holtriem                   | 1870                                   | ev.-luth.   | Turm von 1954 |
| Böhmerwold           | Böhmerwolder Kirche                  |      | Jemgum                     | 1703                                   | ev.-ref.    | Orgel (1828) von Johann Gottfried Rohlfs |
| Borkum               | Christuskirche                       |      | Borkum                     | 1899                                   | ev.-luth.   | 1958 Erweiterung um Glockenturm und Orgelempore |
| Borkum               | Maria Meeresstern                    |      | Borkum                     | 1880–1882                              | kath.       | 1905, 1954 und 1987/88 erweitert |
| Borkum               | Reformierte Kirche                   |      | Borkum                     | 1896/1897                              | ev.-ref.    | einzige ref. Inselkirche; erbaut im beginnenden Jugendstil |
| Borssum              | St.-Nikolaus-Kirche                  |      | Emden                      | 13. Jahrhundert                        | ev.-ref.    | der Altarraum ist erhöht, da sich darunter ein Grabgewölbe für die lokalen Häuptlinge befindet |
| Borssum              | Reformierte Kirche                   |      | Emden                      | 1912/1913                              | ev.-ref.    | Die im Jugendstil erbaute reformierte Kirche nach Entwürfen des Berliner Architekten Otto March. An diesem Ort stand bis 1812 die kleine mittelalterliche Kirche Klein-Borssums. |
| Breinermoor          | St. Sebastian und St. Vincenz        |      | Westoverledingen           | 1784                                   | ev.-luth.   | als Ersatz für abgerissene Vorgängerkirche auf dem alten Friedhof; Kanzel von 1686 |
| Bunde                | Reformierte Kirche                   |      | Bunde                      | 13. Jahrhundert                        | ev.-ref.    | Langschiff, um 1280 zu Kreuzkirche erweitert; spätere Umbauten und Entfernung der Gewölbe; ursprünglich mit Chorflankentürmen, heutiger Turm 1840 erbaut |
| Burhafe              | St.-Florian-Kirche                   |      | Wittmund                   | 1821                                   | ev.-luth.   | Ersatz für mittelalterliche Vorgängerkirche, deren Inneneinrichtung übernommen wurde; der freistehende Glockenturm aus Holz wurde wahrscheinlich in der ersten Hälfte des 15. Jahrhunderts erbaut |
| Buttforde            | St.-Marien-Kirche                    |      | Wittmund                   | ca. 1220–1240                          | ev.-luth.   | aus Granitquadern; Orgel von Joachim Richborn (1681) |
| Campen               | Altreformierte Kirche                |      | Krummhörn                  | 1905                                   | ev.-altref. | 1854 Gemeindegründung, 1901 erster Pastor; 1977 Anbau eines Gemeindehauses |
| Campen               | Reformierte Kirche                   |      | Krummhörn                  | 13. Jahrhundert                        | ev.-ref.    | im separaten Glockenturm befindet sich eine der ältesten Glocken Ostfrieslands, die von 1295 datiert ist; Gewölbe reich gestaltet und bemalt, Kanzel von 1794 |
| Canhusen             | Canhuser Kirche                      |      | Hinte                      | 1789                                   | ev.-ref.    | Ersatz für Vorgängerbau von 1560; 1789 völlig umgebaut: Gruft zugemauert, Westseite verkürzt; Glocke (1501) aus Kloster Sielmönken, Kanzel von 1684 |
| Canum                | Canumer Kirche                       |      | Krummhörn                  | zweite Hälfte des 13. Jahrhunderts     | ev.-ref.    | Domikalgewölbe erhalten; Renaissance-Kanzel vermutlich um 1560; Inneneinrichtung aus dem Ende des 16. Jahrhunderts |
| Carolinensiel        | Carolinensieler Kirche               |      | Wittmund                   | 1776                                   | ev.-luth.   | einzige Kirche Ostfrieslands, die auf einem Deich errichtet wurde; Glockenturm (1793) wegen Sturmgefährdung niedrig gebaut |
| Cirkwehrum           | Cirkwehrumer Kirche                  |      | Hinte                      | 1751                                   | ev.-ref.    | schlichte Saalkirche im Barockstil als Ersatz für gotische Vorgängerkirche |
| Collinghorst         | Dreifaltigkeitskirche                |      | Rhauderfehn                | 13. Jahrhundert                        | ev.-luth.   | Chor Ende des 15. Jahrhunderts; Flügelaltar von 1659 |
| Critzum              | Critzumer Kirche                     |      | Jemgum                     | 13. Jahrhundert                        | ev.-ref.    | Umbau im 15. Jahrhundert; Kanzel aus der zweiten Hälfte des 17. Jahrhunderts |
| Detern               | St.-Stephani-und-Bartholomäi-Kirche  |      | Jümme                      | 1806                                   | ev.-luth.   | Kirche hatte zwei Vorgängerbauten, aus ihnen auch eine Glocke aus dem 13. Jahrhundert, Taufstein aus dem 14. Jahrhundert |
| Ditzum               | Ditzumer Kirche                      |      | Jemgum                     | 13. Jahrhundert                        | ev.-ref.    | der freistehende Achteckturm mit offener Laterne stammt aus dem Jahr 1846 und diente vermutlich auch als Seezeichen für Schiffe auf der Ems |
| Ditzumerverlaat      | Baptistenkapelle Ditzumerverlaat     |      | Bunde                      | 1899 (1889?)                           | bapt.       | die Kapelle, die äußerlich unverändert erhalten ist, drohte während des Zweiten Weltkriegs enteignet und in ein Gefangenenlager umgebaut zu werden, was 1941 durch einen Prozess in Berlin verhindert werden konnte |
| Ditzumerverlaat      | Reformierte Kirche                   |      | Bunde                      | 1896                                   | ev.-ref.    | Kirche der 1885 gegründeten reformierten Parochie Ditzumerverlaat. Seit 1853 war die Gemeinde eine mehr oder weniger selbständige Filial-Kirchengemeinde Ditzums. Gottesdienste wurden bis zum Bau der neugotischen Kirche im Schulgebäude des Ortes abgehalten. |
| Dornum               | St.-Bartholomäus-Kirche              |      | Dornum                     | 1270/1290                              | ev.-luth.   | ursprünglich mit Domikalgewölbe (1750 abgerissen); Orgel von Gerhard von Holy (1710/11) |
| Driever              | Reformierte Kirche                   |      | Westoverledingen           | 1875                                   | ev.-ref.    | Nachfolgebau für Vorgängerkirche, von der der Westturm von 1696 noch steht |
| Dunum                | Dunumer Kirche                       |      | Esens                      | 1200/1220                              | ev.-luth.   | aus Backstein, 1712 renoviert; Taufstein aus dem 13. Jahrhundert, Kanzel von 1769/70 |
| Eggelingen           | St.-Georg-Kirche                     |      | Wittmund                   | 14. Jahrhundert                        | ev.-luth.   | Backsteinmauern sind über 13 m hoch; 1836 erlitt die Kirche schwere Sturmschäden |
| Eilsum               | Eilsumer Kirche                      |      | Krummhörn                  | 1240–1250                              | ev.-ref.    | einziger Chorturm Ostfrieslands; Deckenmalereien auf dem Gewölbe aus dem 13. Jahrhundert; kupferner Kessel des Taufbeckens von 1472 |
| Emden                | Große Kirche                         |      | Emden                      | 13.–15. Jahrhundert / 1992–1995        | ev.-ref.    | heute Johannes a Lasco Bibliothek, die 1992–1995 in den Ruinen der im Dezember 1943 zerstörten Kirche erbaut wurde |
| Emden                | Martin-Luther-Kirche                 |      | Emden                      | 1958                                   | ev.-luth.   | Predigtkirche des Landessuperintendenten des ev.-luth. Sprengels Ostfriesland-Ems; Vorgängerbau aus dem Jahr 1775 wurde bei zwei Bombenangriffen am 7. Juni 1942 und 6. September 1944 zerstört |
| Emden                | Neue Kirche                          |      | Emden                      | 1643–1648                              | ev.-ref.    | während des verheerenden Bombenangriffs auf Emden am 6. September 1944 teilweise zerstört |
| Engerhafe            | St. Johannes der Täufer              |      | Südbrookmerland            | 1260/1290                              | ev.-luth.   | eine der sechs Sendkirchen des Brokmerlandes; ursprünglich mit etwa 60 Metern Länge fast doppelt so groß wie heute, verlor jedoch bei einem Einsturz 1775 ihre Gewölbe; Kanzel von 1636, Bronzetaufbecken von 1646 |
| Esens                | St.-Magnus-Kirche                    |      | Esens                      | 1854                                   | ev.-luth.   | Orgel von Arnold Rohlfs (1848–1860) |
| Esklum               | Esklumer Kirche                      |      | Westoverledingen           | 13.–14. Jahrhundert                    | ev.-ref.    | Ersatz für hölzerne Vorgängerkirche; Glockenturm als Wehrturm mt Schießscharten und Kamin erbaut |
| Etzel                | St.-Martinus-Kirche                  |      | Friedeburg                 | um 1230                                | ev.-luth.   | unten aus Granitquadern, oben aus Backsteinen erbaut; Glockenturm von 1666 |
| Filsum               | St.-Paulus-Kirche                    |      | Jümme                      | um 1250                                | ev.-luth.   | Chor und Flügelaltar aus dem 15. Jahrhundert, Kanzel von 1660 |
| Firrel               | Andreaskirche                        |      | Hesel                      | 1906/1907                              | ev.-luth.   | Bau für die 1896 gegründete luth. Kirchengemeinde |
| Firrel               | Baptistenkapelle Firrel              |      | Hesel                      | 1936                                   | bapt.       | Ersatzbau für Vorgängerkapelle von 1896 |
| Flachsmeer           | St. Bernhard                         |      | Westoverledingen           | 1860/1861                              | kath.       | 1904 Anbau des Chors mit Sakristei, die 1978 erweitert wurde |
| Forlitz-Blaukirchen  | Lutherische Kirche                   |      | Südbrookmerland            | 1848                                   | ev.-luth.   | im Stil des Klassizismus aus Backstein errichtet |
| Freepsum             | Freepsumer Kirche                    |      | Krummhörn                  | Mitte des 13. Jahrhunderts             | ev.-ref.    | schlichter Rechtecksaal; an der Nordseite noch die ursprüngliche Fensterform |
| Fulkum               | Maria-Magdalena-Kirche               |      | Esens                      | 1862                                   | ev.-luth.   | Ersatz für Vorgängerbau aus dem 13. Jahrhundert, davor drei Holzkirchen; Taufstein aus dem 12. Jahrhundert, Glockenturm aus dem 13. Jahrhundert |
| Funnix               | St. Florian                          |      | Wittmund                   | 1330/1400                              | ev.-luth.   | Orgel von Johann Friedrich Constabel und Hinrich Just Müller (1760–1762) |
| Gandersum            | Gandersumer Kirche                   |      | Moormerland                | 14. Jahrhundert                        | ev.-ref.    | im 18. Jahrhundert Abriss des Chores, am 22. Februar 1944 aufgrund von Kriegsschäden Einsturz des Kirchendaches, 1958–1962 Wiederaufbau |
| Greetsiel            | Greetsieler Kirche                   |      | Krummhörn                  | 1380/1410                              | ev.-ref.    | Kanzel vermutlich von 1738 |
| Grimersum            | Grimersumer Kirche                   |      | Krummhörn                  | zweite Hälfte des 13. Jahrhunderts     | ev.-ref.    | Romano-gotische Saalkirche, separater Glockenturm älter; Kanzel aus dem Jahr 1639 |
| Groothusen           | Groothuser Kirche                    |      | Krummhörn                  | 15. Jahrhundert                        | ev.-ref.    | Bronzetaufbecken von 1454, Orgel von Johann Friedrich Wenthin (1798–1801) |
| Groß Midlum          | Groß Midlumer Kirche                 |      | Hinte                      | 1270–1280                              | ev.-ref.    | im Übergangsstil der Romano-Gotik erbaut; östliche Apsis angebaut; im 17. Jahrhundert Bau einer Gruft; 1876 Abriss des Glockenturms |
| Großwolde            | Großwolder Kirche                    |      | Westoverledingen           | 1250–1350                              | ev.-ref.    | erbaut teils mit Steinen einer älteren Kirche; Taufbecken aus Bentheimer Sandstein um 1250 |
| Grotegaste           | St. Johannes Baptist                 |      | Westoverledingen           | 1819                                   | ev.-ref.    | klassizistischer Nachfolgebau für eine Vorgängerkirche, Turm von 1800 mit Glocken von 1352 und 1364 |
| Hage                 | St.-Ansgari-Kirche                   |      | Hage                       | Ende 12. oder frühes 13. Jahrhundert   | ev.-luth.   | Westturm in der ersten Hälfte des 13. Jahrhunderts angebaut; im 15./16. Jahrhundert wurde die ursprüngliche Apsis rechteckig erweitert; einzige Orgel von Dirk Lohman (1783) |
| Hatshausen           | Maria-Magdalena-Kirche               |      | Moormerland                | 1783                                   | ev.-luth.   | gemeinsam mit dem Nachbarort Ayenwolde genau auf dessen Grenzlinie erbaut, die mittig durch Kanzel, Altar und Tür verläuft |
| Hatzum               | St.-Sebastians-Kirche                |      | Jemgum                     | Ende des 13. Jahrhunderts              | ev.-ref.    | ursprünglich Kreuzkirche, die im 17. Jahrhundert ihre Seitenarme verlor; Glockenturm von 1850; 1945 Zerstörung des Daches |
| Hesel                | Liudgerikirche                       |      | Hesel                      | 1742                                   | ev.-luth.   | Ersatz für Vorgängerbau, dessen Steine für die neue Kirche wiederverwendet wurden; Kanzel von 1653 |
| Hinte                | Evangelisch-reformierte Kirche Hinte |      | Hinte                      | Ende des 15. Jahrhunderts              | ev.-ref.    | neben der Norder Ludgerikirche bedeutendstes Kirchenbauwerk der Spätgotik in Ostfriesland; Glockenturm aus 13. Jahrhundert, Altartisch und Kanzel aus dem 17. Jahrhundert |
| Hollen               | Christus-Kirche                      |      | Uplengen                   | 1896                                   | ev.-luth.   | neugotischer Nachfolgebau für vorreformatorische Kirche |
| Holtgaste            | Liudgeri-Kirche                      |      | Jemgum                     | erste Hälfte des 13. Jahrhunderts      | ev.-luth.   | im separaten Glockenturm befindet sich eine der ältesten Glocken Ostfrieslands, die vor 1300 datiert wird; der Chor wurde um 1290 angebaut |
| Holthusen            | Holthuser Kirche                     |      | Weener                     | 1882                                   | ev.-ref.    | erste Kirche in Holthusen; Bau durch Spenden ermöglicht |
| Holtland             | Marienkirche                         |      | Hesel                      | 13. Jahrhundert                        | ev.-luth.   | Chor aus dem 15. Jahrhundert, Orgel von Johann Gottfried Rohlfs aus den Jahren 1810–1813 |
| Holtrop              | Holtroper Kirche                     |      | Großefehn                  | Mitte des 13. Jahrhunderts             | ev.-luth.   | große Dorfkirche mit einem Lettner; Orgel von Hinrich Just Müller (1772) |
| Horsten              | St.-Mauritius-Kirche                 |      | Friedeburg                 | Mitte des 13. Jahrhunderts             | ev.-luth.   | Backsteinkirche auf Sockel von Granitquadern; Kanzel von Jacob Kröpelin (1655), Altar aus dem Jahr 1666, Orgel von Samuel Schröder (1731–1733) |
| Ihlowerfehn          | Ihlower Kirche                       |      | Ihlow                      | 1902                                   | ev.-luth.   | im Stil des Historismus mit Blenden, Strebepfeilern und Rundbogenfries; eingebauter Westturm mit Rosette als Blende |
| Ihren                | Baptistenkapelle Ihren               |      | Westoverledingen           | 1854                                   | bapt.       | älteste Baptistenkirche Ostfrieslands; 1921 und 1977 Anbauten |
| Ihrenerfeld          | Ihrenerfelder Kirche                 |      | Westoverledingen           | 1907/1908                              | ev.-ref.    | Kanzelbibel (1908) mit Widmung von Kaiserin Auguste Viktoria |
| Ihrhove              | Reformierte Kirche                   |      | Westoverledingen           | um 1250                                | ev.-ref.    | Taufstein aus Bentheimer Sandstein (13. Jahrhundert), separater Glockenturm aus dem 14. Jahrhundert |
| Jarßum               | Jarßumer Kirche                      |      | Emden                      | 1797                                   | ev.-ref.    | Ersatz für die erste Backsteinkirche um 1300 |
| Jemgum               | Reformierte Kirche                   |      | Jemgum                     | 14. Jahrhundert                        | ev.-ref.    | ursprünglich Johanniter-Kapelle; Anbauten 1661 und 1769 zu Kreuzform; mehrmals von Grund auf neu errichtet (zuletzt 1930) |
| Jennelt              | Jennelter Kirche                     |      | Krummhörn                  | zweite Hälfte des 13. Jahrhunderts     | ev.-ref.    | beherbergt unter anderem den Sarkophag von Dodo zu Innhausen und Knyphausen, Orgel (1738) von Johann Friedrich Constabel |
| Jennelt              | Baptistenkapelle Jennelt             |      | Krummhörn                  | um 1900                                | bapt.       | früher Pferdestall, um 1900 als Gotteshaus geweiht; 1928 umgebaut, in den 1970er Jahren neue Vorderfront und Anbau |
| Jheringsfehn         | Jheringsfehner Kirche                |      | Moormerland                | 1864                                   | ev.-luth.   | steht mittig auf der Grenze zu Boekzetelerfehn (wie bei Hatshausen/Ayenwolde) |
| Juist                | Zu den heiligen Schutzengeln         |      | Juist                      | 1909–1910                              | kath.       | im Stil der Neuromanik; 1960/61 um Halbrotunde erweitert |
| Kirchborgum          | Kirchborgumer Kirche                 |      | Weener                     | 1827                                   | ev.-ref.    | Turm von 1765 |
| Landschaftspolder    | Landschaftspolder Kirche             |      | Bunde                      | 1768                                   | ev.-ref.    | Turm von 1829 |
| Langeoog             | Inselkirche                          |      | Langeoog                   | 1888–1890                              | ev.-luth.   | sie ersetzt als mittlerweile fünfte Kirche einen sehr viel kleineren Vorgängerbau von 1859, der rund 20 m südöstlich stand. Die dritte Kirche war der Weihnachtsflut 1717 zum Opfer gefallen |
| Langholt             | Trinitatiskirche                     |      | Ostrhauderfehn             | 1901                                   | ev.-luth.   | die Holzkirche des Johanniterklosters in Langholt brannte 1690 ab |
| Larrelt              | Larrelter Kirche                     |      | Emden                      | 15. Jahrhundert                        | ev.-ref.    | Turm um 1300; Tympanon aus der Zeit um 1200 aus Vorgängerbau; romanischer Steinsarg; die Orgel geht auf Johannes Millensis (1618/19) zurück |
| Leer                 | Christuskirche                       |      | Leer                       | 1901                                   | ev.-luth.   | die wachsende Bevölkerung Leers erforderte eine zweite Kirche im Osten der Stadt; nach Reparaturen der Kriegsschäden folgte 1952 der Einbau des Glockengeläuts |
| Leer                 | Große Kirche                         |      | Leer                       | 1785–1787                              | ev.-ref.    | achteckiger Grundriss; Turm von 1805; die Orgel ist im Laufe von vier Jahrhunderten zur größten Orgel Ostfrieslands erweitert worden, wobei die alte Substanz bewahrt wurde |
| Leer                 | Lutherkirche                         |      | Leer                       | 1675                                   | ev.-luth.   | Erweiterung um einen südlichen (1738) und nördlichen Kreuzarm (1883), seither ein Bau in Form eines griechischen Kreuzes |
| Leer                 | Mennonitenkirche                     |      | Leer                       | 1825                                   | mennonit.   | im Stil des Klassizismus gehalten |
| Leer                 | St. Michael                          |      | Leer                       | 1776                                   | kath.       | erster katholischer Kirchenneubau in Ostfriesland nach der Reformation, Anbau von 1951 |
| Leerhafe             | Cäcilien- und Margarethenkirche      |      | Wittmund                   | 15. Jahrhundert                        | ev.-luth.   | teils Granitquader von Vorgängerkirche (um 1200), davor drei Holzkirchen nachgewiesen |
| Loga                 | Friedenskirche                       |      | Leer                       | 1891                                   | ev.-luth.   | im Stil der Neugotik gehalten |
| Loga                 | Reformierte Kirche                   |      | Leer                       | 13. Jahrhundert                        | ev.-ref.    | Chor aus dem 15. Jahrhundert mit einer Grabesgruft |
| Logabirum            | Logabirumer Kirche                   |      | Leer                       | 14. Jahrhundert                        | ev.-luth.   | erbaut als Saalkirche; später Umbau der Fenster und Einbau der Tonnendecke; Turm von 1879 |
| Logumer Vorwerk      | Logumer Vorwerker Kirche             |      | Emden                      | 1884                                   | ev.-ref.    | nach dem Untergang Logums wurde diese Kirche errichtet; die Glocke (1495) stammt noch aus der alten Kirche, ebenso die Kanzel |
| Loppersum            | Loppersumer Kirche                   |      | Hinte                      | 1866                                   | ev.-ref.    | Ersatz für gotische Backsteinkirche aus dem 14. Jahrhundert, von der noch der Kirchturm erhalten ist; die ältesten Glocken datieren von 1411 und 1454 |
| Loquard              | Loquarder Kirche                     |      | Krummhörn                  | zweite Hälfte des 13. Jahrhunderts     | ev.-luth.   | Taufstein aus dem 13. Jahrhundert, Schnitzaltar aus dem frühen 16. Jahrhundert; Turm Ende des 15. Jahrhunderts angebaut, 1717 auf Höhe des Kirchenschiffes erniedrigt und unter einem Dach damit vereint |
| Manslagt             | Manslagter Kirche                    |      | Krummhörn                  | um 1400                                | ev.-ref.    | Taufstein aus dem frühen 13. Jahrhundert, Kanzel von 1714, Orgel von Hinrich Just Müller (1776–1778) |
| Marcardsmoor         | Kreuzkirche                          |      | Wiesmoor                   | 1907                                   | ev.-luth.   | Glockenturm von 1930 |
| Marienchor           | St.-Maria-Kirche                     |      | Jemgum                     | 1798                                   | ev.-ref.    | klassizistisch unter Einbeziehung der Ostmauer von 1668; vermutlich bereits in vorreformatorischer Zeit eine Kirche aufgrund des Ortsnamens und da die Glocke von 1479 datiert |
| Marienhafe           | Marienkirche                         |      | Brookmerland               | 1250/1270                              | ev.-luth.   | eine der sechs Sendkirchen des Brokmerlandes; ehemals dreischiffige Basilika mit sechsgeschossigem Turm; mit 75 Metern Länge und einer Breite von 23 Metern (Langhaus) einst – bis zu Anbauten an die Norder Ludgerikirche – der größte Sakralbau Ostfrieslands; Teilabbruch wegen Baufälligkeit 1829; Taufstein aus dem frühen 13. Jahrhundert, Kanzel von 1669, Orgel von Gerhard von Holy (1710–1713)                   |
| Marx                 | St.-Marcus-Kirche                    |      | Friedeburg                 | um 1200                                | ev.-luth.   | eine der wenigen Granitquaderkirchen Ostfrieslands, gebaut als Saalkirche mit Apsis; 1841 Erneuerung der Westwand mit Backsteinen |
| Middels              | Middelser Kirche                     |      | Aurich                     | um 1200                                | ev.-luth.   | eine der wenigen Granitquaderkirchen Ostfrieslands, Taufstein aus dem 13. Jahrhundert, Orgel von Hinrich Just Müller (1784–1786) |
| Midlum               | Midlumer Kirche                      |      | Jemgum                     | Anfang oder Mitte des 13. Jahrhunderts | ev.-ref.    | separater Turm (vor 1300) mit dreigeschossigen Arkaden gilt als schiefster Glockenturm der Welt; die Saalkirche mit Apsis wurde mehrfach umgebaut |
| Mitling-Mark         | Mitling-Marker Kirche                |      | Westoverledingen           | 13. Jahrhundert                        | ev.-ref.    | wahrscheinlich 1520 Erneuerung des Ostteils; Taufstein aus der Zeit um 1200, Kanzel von 1723 |
| Mittegroßefehn       | Mittegroßefehner Kirche              |      | Großefehn                  | 1857                                   | ev.-luth.   | Bau nach Gründung der luth. Gemeinde 1855; Glockenturm von 1865 |
| Möhlenwarf           | Möhlenwarfer Kirche                  |      | Weener                     | 1909                                   | ev.-ref.    | Bau nach Gründung der ref. Gemeinde 1905 |
| Moordorf             | Martin-Luther-Kirche                 |      | Südbrookmerland            | 1893                                   | ev.-luth.   | im neuromanischen Stil erbaut |
| Moorhusen            | Baptistenkapelle Moorhusen           |      | Südbrookmerland            | 1900                                   | bapt.       | spätere Um- und Anbauten |
| Münkeboe             | Kirche zum guten Hirten              |      | Südbrookmerland            | 1900                                   | ev.-luth.   | Backsteinkirche im Stil der Neugotik |
| Neermoor             | Reformierte Kirche                   |      | Moormerland                | 1797                                   | ev.-ref.    | als Ersatz für kleine Kirche am alten Friedhof, aus der die Kanzel übernommen wurde; 1875 Erhöhung des Glockenturms auf 45 Meter |
| Nendorp              | Nendorper Kirche                     |      | Jemgum                     | um 1820                                | ev.-ref.    | Ersatz für Vorgängerbau aus Holz; Turm bereits von 1754 |
| Nesse                | St.-Marien-Kirche                    |      | Dornum                     | um 1200                                | ev.-luth.   | aus Tuffstein; die ursprüngliche Apsis wich einem spätgotischen Chor mit einem Lettner; Taufstein aus dem 13. Jahrhundert |
| Neuburg              | Neuburger Kirche                     |      | Jümme                      | 1779                                   | ev.-luth.   | rechteckige Saalkirche; Flügelaltar um 1700 |
| Neuschoo             | Bethlehemkirche                      |      | Holtriem                   | 1869                                   | methodist.  | 1975 erweitert |
| Norden               | Christuskirche                       |      | Norden                     | 1900                                   | bapt.       | Gebäude nennt sich seit 1957 offiziell Kirche, zuvor Kapelle |
| Norden               | Ludgeri-Kirche                       |      | Norden                     | 1230–1250                              | ev.-luth.   | mit einer Gesamtlänge von 80 Metern die größte Kirche Ostfrieslands; Schiff und Querschiff 1318 fertiggestellt, Chor 1445–1453; Kanzel von 1712; Orgel von 1686–1693 ist die zweitgrößte Ostfrieslands und die zweitgrößte von Arp Schnitger erhaltene in Deutschland |
| Norden               | St.-Ludgerus-Kirche                  |      | Norden                     | 1885                                   | kath.       | nach der Weihnachtsflut 1717 versammelte man sich zunächst in einem Provisorium in der Norder Sielstraße |
| Norden               | Mennonitenkirche                     |      | Norden                     | 1662                                   | mennonit.   | nach Umbauten 1795 als Mennonitenkirche geweiht |
| Norderney            | Evangelische Inselkirche             |      | Norderney                  | 1879                                   | ev.-luth.   | im Stil der Neugotik gebaut als Ersatz für hölzernen Vorgängerbau von 1518, drei Glocken, 620 Plätze |
| Norderney            | St. Ludgerus                         |      | Norderney                  | 1883                                   | kath.       | im neugotischen Stil erbaut, 1946 Vergrößerung, 2008 Umgestaltung des Innenraums und des Eingangsbereiches |
| Norderney            | Stella Maris                         |      | Norderney                  | 1931                                   | kath.       | nach Plänen des Architekten Dominikus Böhm im Stil der Neuen Sachlichkeit errichtet |
| Nortmoor             | St.-Georg-Kirche                     |      | Jümme                      | 1751                                   | ev.-luth.   | Vorgängerbau aus dem 13. Jahrhundert; Flügelaltar und Kanzel aus dem 17. Jahrhundert, Orgel (1773–1775) von Hinrich Just Müller |
| Nüttermoor           | Reformierte Kirche                   |      | Leer                       | um 1200                                | ev.-ref.    | bis 1725 wurden die heute zugemauerten Süd- und Nordportale als getrennte Eingänge für Männer und Frauen benutzt; im 18. Jahrhundert wurde der Westturm erneuert und im Osten ein Eingang geschaffen |
| Ochtelbur            | Ochtelburer Kirche                   |      | Ihlow                      | zweite Hälfte des 13. Jahrhunderts     | ev.-luth.   | 1742 Verkürzung der Kirche, 1861 Erneuerung der Nordwand; Taufstein aus dem 13. Jahrhundert, Glockenturm von 1897 |
| Ockenhausen          | Friedenskirche                       |      | Uplengen                   | um 1897                                | ev.-luth.   | im Zuge der Renovierung 1988–90 Erweiterung des Chorraums um fünf Meter |
| Oldendorp            | Oldendorper Kirche                   |      | Jemgum                     | Anfang des 14. Jahrhunderts            | ev.-ref.    | Taufstein aus dem 16. Jahrhundert, Kanzel von 1645 |
| Oldersum             | Oldersumer Kirche                    |      | Moormerland                | 1921/1922                              | ev.-ref.    | Nachfolgebau einer um 1400 errichteten einschiffigen Kirche, die 1916 aufgrund eines technischen Defektes ausbrannte und abgerissen wurde |
| Osteel               | Warnfried-Kirche                     |      | Brookmerland               | 1260–1270                              | ev.-luth.   | Querschiff und Chor 1830 abgebrochen, dadurch Verkürzung der Kirche um 20 auf 43 Meter; Kanzel von 1699, Orgel von Edo Evers aus dem Jahr 1619 |
| Ostgroßefehn         | Auferstehungskirche (Ostgroßefehn)   |      | Großefehn                  | 1894/1895                              | ev.-luth.   | im Stil der Neugotik |
| Ostrhauderfehn       | Petrus-Kirche                        |      | Ostrhauderfehn             | 1896                                   | ev.-luth.   | Bau für die 1889 gegründete luth. Gemeinde |
| Petkum               | St.-Antonius-Kirche                  |      | Emden                      | 13. Jahrhundert                        | ev.-luth.   | Taufstein aus dem 13. Jahrhundert; 1470 Anbau des Chores mit bemaltem Netzgewölbe; Turm aus dem 15. Jahrhundert |
| Pewsum               | Nicolai-Kirche                       |      | Krummhörn                  | 15. Jahrhundert                        | ev.-luth.   | Umbau 1862, bei dem u. a. die Mauern erneuert wurden; Spätrenaissance-Kanzel von 1618 |
| Pilsum               | Pilsumer Kreuzkirche                 |      | Krummhörn                  | Ende des 13. Jahrhunderts              | ev.-ref.    | große Vierungstürme, die im Küstenbereich eher selten sind; Bronzetaufbecken von 1472, Kanzel von 1704, Orgel von Valentin Ulrich Grotian (1694) |
| Plaggenburg          | Andreaskirche                        |      | Aurich                     | 1904                                   | ev.-luth.   | erste Kirche in Plaggenburg für die Moorkolonisten |
| Pogum                | Pogumer Kirche                       |      | Jemgum                     | 1776                                   | ev.-luth.   | Fundamente älter, Orgel von Johann Adam Berner (1758–1759) |
| Potshausen           | St.-Martin-Kirche                    |      | Ostrhauderfehn             | 1865                                   | ev.-luth.   | 1409 hatte Focko Ukena Kirche und Dorf einäschern lassen; Pietà (um 1500), Altarretabel datiert von 1647 |
| Reepsholt            | St.-Mauritius-Kirche                 |      | Friedeburg                 | 13. Jahrhundert                        | ev.-luth.   | In drei Bauphasen entstanden; Granitsockel; Turm 1474 zerstört; Orgel von Johann Friedrich Wenthin (1788/89) |
| Remels               | St.-Martin-Kirche                    |      | Uplengen                   | Anfang des 13. Jahrhunderts            | ev.-luth.   | teils aus Granit und Tuffstein, neugotischer Turm von 1897–1898 |
| Resterhafe           | St.-Matthäus-Kirche                  |      | Dornum                     | Ende des 13. Jahrhunderts              | ev.-luth.   | Fundament aus Granitsteinen; Turm etwas später; 1584–1603 Wirkungsstätte von David Fabricius |
| Rhaude               | Rhauder Kirche                       |      | Rhauderfehn                | 14. Jahrhundert                        | ev.-luth.   | Flügelaltar aus dem 17. Jahrhundert, Kanzel von 1796 |
| Riepe                | Riepster Kirche                      |      | Ihlow                      | 1554                                   | ev.-luth.   | Dach des Turms wird ob seiner Form auch „Riepster Teebüs“ (Teedose) genannt |
| Roggenstede          | Roggensteder Kirche                  |      | Dornum                     | Mitte des 13. Jahrhunderts             | ev.-luth.   | das ursprüngliche Gewölbe stürzte im 17. Jahrhundert ein; die Kanzel wurde im 15. Jahrhundert erbaut; der Altar (16. Jahrhundert) stand zuvor in der Kirche von Dornum |
| Rorichum             | Nicolai-Kirche                       |      | Moormerland                | 14. Jahrhundert                        | ev.-ref.    | hatte wohl Vorgängerbau, da Kirchturm wesentlich älter ist |
| Rysum                | Rysumer Kirche                       |      | Krummhörn                  | 15. Jahrhundert                        | ev.-ref.    | beherbergt eine der ältesten bespielbaren Orgeln der Welt (1457); Turm 1585 erneuert |
| Siegelsum            | Siegelsumer Kirche                   |      | Brookmerland               | 1822                                   | ev.-luth.   | mittelalterlicher Vorgängerbau wurde 1820 abgebrochen und durch Neubau ersetzt; Kanzel von 1613 integriert; Orgel aus den Jahren 1842–1845 stammt von Arnold Rohlfs |
| Simonswolde          | Simonswoldmer Kirche                 |      | Ihlow                      | nach 1287                              | ev.-ref.    | oktogonaler Choranbau im 15. Jahrhundert; Grabplatte aus dem 12./13. Jahrhundert; original erhaltene Orgel von Hinrich Just Müller (1777) auf eigens eingebauter Empore |
| Spiekeroog           | Alte Inselkirche                     |      | Spiekeroog                 | 1696                                   | ev.-luth.   | älteste Kirche auf einer ostfriesischen Insel, 1961 durch Neubau in ihrer Funktion abgelöst |
| Stapelmoor           | Stapelmoorer Kirche                  |      | Weener                     | drittes Viertel des 13. Jahrhunderts   | ev.-ref.    | Zentralbau in der Form eines griechischen Kreuzes; Taufstein aus dem 13. Jahrhundert, Kanzel um 1600, Orgel nach franz. Vorbild (1734) von Bartelt Immer, Reinalt Johannes Klein und Claude Jaccard |
| Stedesdorf           | St.-Aegidien-Kirche                  |      | Esens                      | um 1150                                | ev.-luth.   | aus Tuffstein; eine der Sendkirchen des ehemaligen Bistums Bremen; ursprünglich mit eingezogenem rechteckigen Ostchor und einer Halbapsis, die im 15. Jahrhundert durch Anbau eines Chores aus Backsteinen ersetzt wurde; separater Turm aus dem 17. Jahrhundert; Taufstein von 1260/70, zwei Holzplastiken aus dem 15. Jahrhundert, Altar und Kanzel aus frühem 17. Jahrhundert, Orgel von Valentin Ulrich Grotian (1696) |
| Steenfelde           | Steenfelder Kirche                   |      | Westoverledingen           | 14./15. Jahrhundert                    | ev.-luth.   | nach Einsturz 1429 Wiedererrichtung mithilfe eines Ablasses; Taufstein aus dem 15. Jahrhundert |
| St. Georgiwold       | St. Georgiwolder Kirche              |      | Weener                     | 1689                                   | ev.-ref.    | Ersatz für hölzernen Vorgängerbau; 1960 Neuerrichtung der Kirche auf den alten Fundamenten |
| Strackholt           | Barbara-Kirche                       |      | Großefehn                  | um 1240                                | ev.-luth.   | Kreuzkirche; 1853 eingreifend umgebaut; Flügelaltar von 1654, Orgel von Gerhard Janssen Schmid (1798–1799); Wirkungsstätte von Remmer Janssen |
| Suurhusen            | Suurhuser Kirche                     |      | Hinte                      | 13. Jahrhundert                        | ev.-ref.    | ursprünglich Apsissaal ohne Turm; Kirchturm aus dem 15. Jahrhundert, ins Guinness-Buch der Rekorde als schiefster Kirchturm der Welt aufgenommen; Taufbecken und Grabplatte wahrscheinlich aus dem 13. Jahrhundert |
| Tergast              | Tergaster Kirche                     |      | Moormerland                | 13. Jahrhundert                        | ev.-ref.    | Vorgängerbau nachgewiesen; um 1400 Einbau eines Lettners mit vier Bögen, ursprüngliche Apsis rechteckig erweitert |
| Thunum               | St.-Marien-Kirche                    |      | Esens                      | 1842                                   | ev.-luth.   | Ersatz für Vorgängerbau von 1558, Glockenturm um 1600 |
| Tidofeld             | Gnadenkirche                         |      | Norden                     | 1945/1961                              | ev.-luth.   | zunächst Barackenkirche in einem der größten Vertriebenenlager Nordwestdeutschlands, Neubau 1961, seit 2007 unter Denkmalschutz, Ausstellung zur Geschichte der Vertriebenen |
| Timmel               | Petrus-und-Paulus-Kirche             |      | Großefehn                  | 1736                                   | ev.-luth.   | Turm von 1850 |
| Twixlum              | Twixlumer Kirche                     |      | Emden                      | 15. Jahrhundert                        | ev.-ref.    | Turm um 1400, Abendmahlstisch aus dem späten 17. Jahrhundert; stark beschädigt während des Zweiten Weltkriegs |
| Uphusen              | Uphuser Kirche                       |      | Emden                      | um 1440                                | ev.-ref.    | Ersatz eines älteren Baus aus dem 13. Jahrhundert; Orgel von W.C.J. Höffgen (1825–31) |
| Upleward             | Uplewarder Kirche                    |      | Krummhörn                  | erste Hälfte des 14. Jahrhunderts      | ev.-ref.    | mit Blendfenstern und teils originalen schmalen Spitzbogenfenstern; Kanzel aus dem 18. Jahrhundert; Glockenstuhl von 1854 |
| Uttum                | Uttumer Kirche                       |      | Krummhörn                  | 13. Jahrhundert                        | ev.-ref.    | Turm aus dem Jahr 1527, Bronzetaufbecken aus dem Jahr 1474, Kanzel aus dem Jahr 1580, bedeutende Spätrenaissance-Orgel um 1660 |
| Veenhusen            | Veenhuser Kirche                     |      | Moormerland                | um 1290                                | ev.-ref.    | Die Kirche stand ursprünglich auf der Emsinsel Osterwinsum und wurde wegen drohender Überflutung aufgrund des sich ändernden Emsverlaufs abgetragen und in Veenhusen neu errichtet; Turm von 1869 |
| Vellage              | Vellager Kirche                      |      | Weener                     | 13. Jahrhundert                        | ev.-ref.    | einzige erhaltene Klostergebäude der Johanniter; Turm im 15./16. Jahrhundert angebaut |
| Victorbur            | St.-Victor-Kirche                    |      | Südbrookmerland            | um 1250                                | ev.-luth.   | ursprünglich Saalkirche mit Apsis und separatem Westturm, der im 14. Jahrhundert mit dem Kirchenschiff verbunden wurde; im 14. Jahrhundert Choranbau; im 19. Jahrhundert wird Turm abgetragen und ein separater Turm errichtet; Altarretabel von 1657, Kanzel von 1697 |
| Visquard             | Visquarder Kirche                    |      | Krummhörn                  | Ende des 13. Jahrhunderts              | ev.-ref.    | Turm um 1300; im 18. Jahrhundert Abriss der Gewölbe im Kirchenschiff zugunsten einer Holztonnendecke, Gewölbe des Chors erhalten; Kanzel von 1729 |
| Völlen               | Peter-und-Paul-Kirche                |      | Westoverledingen           | 15. Jahrhundert                        | ev.-luth.   | Glocke von 1330, Abendmahlskelch um 1440, Altarretabel aus der 2. Hälfte des 15. Jahrhunderts, Wehrturm von 1559 |
| Völlenerkönigsfehn   | Christus-Kirche                      |      | Westoverledingen           | 1907                                   | ev.-luth.   | Bau für die 1905 gegründete luth. Kirchengemeinde |
| Warsingsfehn         | Jacobikirche                         |      | Moormerland                | 1894                                   | ev.-luth.   | Bau für die Ende des 19. Jahrhunderts gegründete luth. Kirchengemeinde; Turm von 1929 |
| Weene                | Nikolaikirche                        |      | Ihlow                      | spätes 13. Jahrhundert                 | ev.-luth.   | verschiedene An- und Umbauten; Choranbau 1499, der 1890 durch Apsis ersetzt wurde; drei spätgotische Holzplastiken |
| Weener               | Evangelisch-reformierte Kirche       |      | Weener                     | um 1230                                | ev.-ref.    | ursprüngliche Kirche als romanischer Apsissaal erbaut, 1462 im Stil der Spätgotik vergrößert und durch Chor erweitert; weitere An- und Umbauten; Arp-Schnitger-Orgel von 1710, Turm von 1738 |
| Weener               | St. Joseph                           |      | Weener                     | 1842/1843                              | kath.       | im Stil des romantischen Historismus |
| Weenermoor           | Weenermoorer Kirche                  |      | Weener                     | 1824                                   | ev.-ref.    | bereits die dritte Kirche des Ortes an jeweils anderem Standort; die beiden Vorgänger mussten nacheinander dem Torfabbau weichen |
| Werdum               | St.-Nicolai-Kirche                   |      | Esens                      | 1327                                   | ev.-luth.   | Chor von 1476, Turm von 1763, Kanzel von 1670; Altarretabel und Taufe aus der 2. Hälfte des 18. Jahrhunderts |
| Westeraccum          | Petrikirche                          |      | Dornum                     | 1270/1300                              | ev.-luth.   | Apsissaal aus Granitquadern und Backstein; das ursprüngliche Gewölbe ist erhalten und mit Ornamenten aus dem 13. Jahrhundert versehen; Kanzel von 1694 |
| Westerbur            | Westerburer Kirche                   |      | Dornum                     | 1753                                   | ev.-luth.   | erbaut auf den Fundamenten der Vorgängerkirche (aus Tuff?) |
| Westerende-Kirchloog | St. Martin                           |      | Ihlow                      | Ende des 13. Jahrhunderts              | ev.-luth.   | Taufstein aus dem 12./13. Jahrhundert, Altarretabel von 1652, Kanzel von 1737, Orgel von Johann Friedrich Wenthin (1793) |
| Westerholt           | Westerholter Kirche                  |      | Holtriem                   | 1250/1270                              | ev.-luth.   | Backsteinkirche erbaut auf Granitquadern; Kanzel aus dem 16. Jahrhundert |
| Westerhusen          | Westerhuser Kirche                   |      | Hinte                      | 15. Jahrhundert                        | ev.-ref.    | Turm aus dem 13. Jahrhundert; spätgotische Fresken; Orgel von Jost Sieburg (1642–1643) |
| Westochtersum        | St.-Materniani-Kirche                |      | Holtriem                   | 1260/1290                              | ev.-luth.   | die ursprüngliche Apsis wurde nach einem Blitzschlag 1675 nicht wieder errichtet; im 15. Jahrhundert wurden die Gewölbe entfernt und ein Lettner gebaut, der später jedoch erniedrigt wurde; Taufstein aus dem 13. Jahrhundert, Orgel von Christian Klausing (1734–1737), Altar von 1740 |
| Westrhauderfehn      | Hoffnungskirche                      |      | Rhauderfehn                | 1848                                   | ev.-luth.   | Glockenturm von 1885/86 |
| Westrhauderfehn      | St. Bonifatius                       |      | Rhauderfehn                | 1906                                   | kath.       | Skulpturen einer Pietà von zirka 1480 sollen aus dem aufgehobenen Franziskanerkloster Aschendorf stammen |
| Wiegboldsbur         | Wibadi-Kirche                        |      | Südbrookmerland            | 13. Jahrhundert                        | ev.-luth.   | eine der sechs Sendkirchen des Brokmerlandes; Bronzetaufbecken von 1496, Orgel von Wilhelm Eilert Schmid (1818–1819) |
| Wiesens              | Johannes-der-Täufer-Kirche           |      | Aurich                     | Mitte des 13. Jahrhunderts             | ev.-luth.   | Kirche war ursprünglich womöglich dreischiffig; die Glocken wurden während der Entstehungszeit der Kirche um 1250 gegossen und sind die ältesten noch in Gebrauch befindlichen Glocken Ostfrieslands |
| Wiesmoor             | Friedenskirche                       |      | Wiesmoor                   | 1929–1930                              | ev.-luth.   | erbaut, um Besuchern den Weg nach Marcardsmoor zu ersparen |
| Wirdum               | Wirdumer Kirche                      |      | Brookmerland               | 14. Jahrhundert                        | ev.-ref.    | Abendmahlskelch von 1592, Kanzel von Jacob Kröpelin (1699) |
| Wittmund             | St. Nicolai                          |      | Wittmund                   | 1776                                   | ev.-luth.   | Ersatz für Vorgängerbau, aus der der Kronleuchter von 1605 und der Altar von 1653 übernommen wurden |
| Wolthusen            | Wolthuser Kirche                     |      | Emden                      | 1784                                   | ev.-ref.    | Ersatz für Vorgängerbau aus der zweiten Hälfte des 15. Jahrhunderts, aus dem der Abendmahlstisch von 1611, die Glocke von 1620 und die Kanzel von 1648 übernommen wurden |
| Woltzeten            | Woltzetener Kirche                   |      | Krummhörn                  | 1727                                   | ev.-ref.    | Ersatz für Vorgängerbau; Fragment eines Taufsteins aus der Zeit um 1200 |
| Woquard              | Marienkirche                         |      | Krummhörn                  | 1790                                   | ev.-luth.   | Ersatz für mittelalterliche Kirche, die eingestürzt war; Turm von 1865, Orgel von Hinrich Just Müller (1803–1804) |
| Wybelsum             | Wybelsumer Kirche                    |      | Emden                      | 1700                                   | ev.-ref.    | Kanzel, Abendmahlstisch, Bänke und Glocke (von 1494) stammen aus der Kirche der 1699 in der Ems untergegangenen Ortschaft Geerdswehr |
| Wymeer               | Reformierte Kirche                   |      | Bunde                      | 1886                                   | ev.-ref.    | Turm von 1788 |